# Llista de governadors del Districte Federal de Mèxic

Bandera del Districte Federal

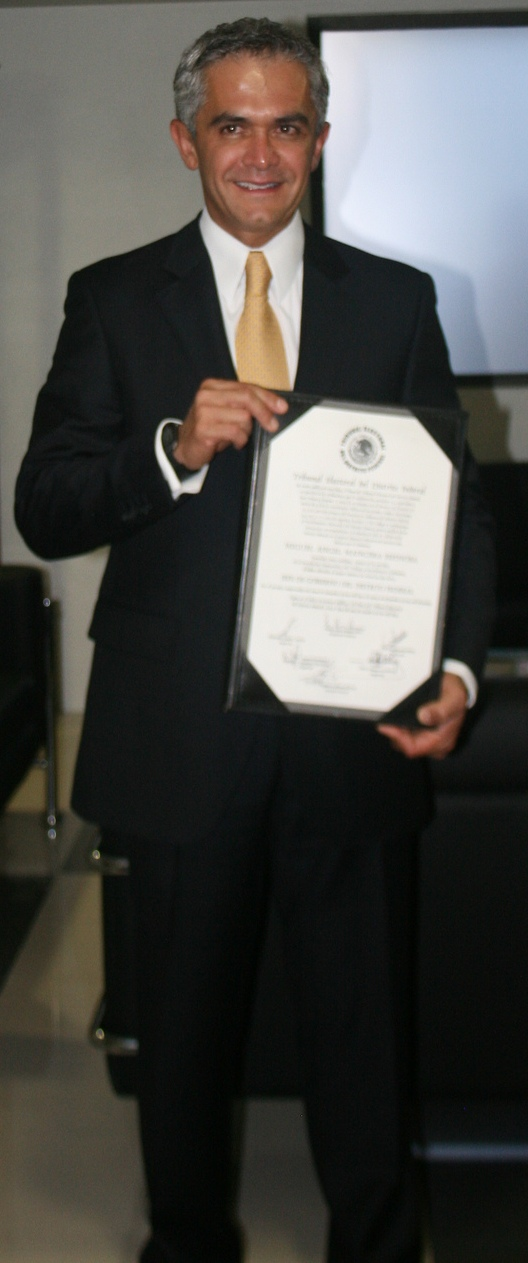
Miguel Ángel Mancera

Aquesta és la llista de governadors del Districte Federal de Mèxic. El Cap de Govern té un mandat de sis anys que esdevé simultàniament amb el del president de la República. El Districte Federal o DF és la seu dels poders executiu, legislatiu, i judicial, i és en gran part contigua al nucli de l'extensa conurbació de Ciutat de Mèxic.
D'acord amb l'article 122 de la Constitució mexicana, «el Cap de Govern del Districte Federal serà responsable pel poder executiu i de l'administració pública al districte i estarà representada per una sola persona, elegida per sufragi universal, lliure, directe i secret.»
El títol equival a "alcalde de la Ciutat de Mèxic" o "Governador del Districte Federal" (càrrec amb el qual era conegut a principis de la Revolució Mexicana), però en realitat la posició no es correspon exactament ni amb la d'alcalde d'un municipi (president municipal) ni amb la del governador d'un estat (gobernador) tal com s'entenen en la legislació mexicana.
Durant la major part del segle xx el DF va ser administrat directament pel president de la República, qui va delegar la seva autoritat en un cap del Departament del Districte Federal nomenat, més conegut com a Regente. Aquesta imposició no democràtica era una font de ressentiment constant i sovint amarga entre els habitants de la Ciutat de Mèxic. En virtut de les reformes de l'Estat introduïdes pels presidents Carlos Salinas de Gortari i Ernesto Zedillo, el regente va ser reemplaçat pel primer Cap de Govern elegit per sufragi directe el 1997.
El 6 de juliol de 1997, amb una quota del 47,7% de vots en una carrera de vuit candidats, Cuauhtémoc Cárdenas va guanyar la primera elecció directa de Cap de Govern (aquest primer mandat va durar només tres anys, per portar el càrrec en línia amb la successió presidencial). Cárdenas, excandidat presidencial que va ser privat de la victòria en l'elecció presidencial molt renyida de 1988, va renunciar a competir a la campanya presidencial de 2000 i deixà al seu lloc a Rosario Robles, qui va servir la resta del seu mandat com la primera dona que governà la Ciutat de Mèxic.
l Cap de Govern electe per al període 2000-2006 va ser Andrés Manuel López Obrador, elegit amb el 39% del vot popular a la mateixa elecció que va veure guanyar la presidència Vicente Fox del PAN. López Obrador fou retirat temporalment del seu càrrec pel govern federal el 7 d'abril de 2005 i va ser substituït, amb caràcter provisional per un període de poc més de dues setmanes, pel seu secretari de govern Alejandro Encinas. Vegeu desaforament d'AMLO.

## Governadors del Districte Federal (previs a la declaratòria formal)
- Gral. José Morán: 11 d'octubre de 1823
- Melchor Múzquiz: 9 de gener de 1824
- Manuel Gómez Pedraza: 3 de març de 1824

## Governadors del Districte Federal
- Juan Manuel de Elizalde: 26 d'agost de 1826
- Francisco Molinos del Campo: 2 de setembre de 1826
- Juan Manuel de Elizalde: 2 d'octubre de 1826 (2n cop)
- José Ignacio Esteva: 1 de gener de 1828
- José María Tornel: 23 de febrer de 1828
- José Ignacio Esteva: 3 de desembre de 1828 (2n cop)
- Agustín de F. Lebrija: 30 de gener de 1830
- Miguel Cervantes: 20 de febrer de 1830
- Francisco Fagoaga: 18 de febrer de 1831
- Ignacio Martínez: 14 d'octubre de 1832
- José Joaquín de Herrera: 9 de gener de 1833
- Ignacio Martínez: 14 d'octubre de 1832
- José Ignacio Esteva: 17 d'abril de 1833 (2n cop)
- José María Tornel: 24 de novembre de 1833 (2n cop)
- Ramón López Rayón: 12 de gener de 1835
- José Gómez de la Cortina: 13 d'octubre de 1835
- Manuel Fernández Madrid: 15 d'octubre de 1836
- Francisco García Conde: 26 d'octubre de 1836
- Luis G. Vieyra: 9 de març de 1837

## Governadors del Departament de Mèxic (Època Centralista)
- Agustín Vicente Eguía: 30 de desembre de 1837
- José María Icaza: 20 de setembre de 1838
- José Fernando de Peredo: 30 de desembre de 1838
- Luis G. Vieyra: 8 de gener de 1839 (2n cop)
- Miguel González Calderón: 11 de gener de 1840
- Luis G. Vieyra: 30 d'abril de 1840 (3r cop)
- José María Barrera: 16 de març de 1841
- Luis G. Vieyra: 31 de juliol de 1841 (4t cop)
- Francisco O. de Zárate: 19 de setembre de 1841
- Luis G. Vieyra: 9 d'octubre de 1841 (5è cop)
- Valentín Canalizo: 10 de març de 1843
- Manuel Rincón: 3 d'octubre de 1843
- Ignacio Inclán: 3 de desembre de 1843

## Governadors del Districte Federal (Reinstauració)
- José Guadalupe Covarrubias: 7 de desembre de 1846
- Vicente Romero: 4 de gener de 1847
- Juan José Baz: 13 de gener de 1847
- José Ramón Malo: 17 de febrer de 1847

## Ajuntament de la Ciutat de Mèxic (invasió estatunidenca)
- Manuel Reyes Veramendi: 8 de setembre de 1847
- Francisco Juárez Iriarte: 18 de gener de 1847
- Juan M. Flores y Terán: 6 de març de 1848
- José Ramón Malo: 5 de novembre de 1848 (2n cop)
- William O. Butler: 18 de febrer de 1848
- Stephen W. Kearny: 16 de març de 1848

## Governadors del Districte Federal (Reinstauració)
- Pedro Torrín: 14 de maig de 1849
- Pedro María Anaya: 10 de juliol de 1849
- Miguel Azcárate: 2 de gener de 1850
- Antonio Díaz Bonilla: 21 d'octubre de 1854
- Juan José Baz: 5 de gener de 1856 (2n cop)

## Governadors del Districte Federal (Constitució mexicana de 1857)
- Agustín Alcérreca: 4 d'octubre de 1857 (2n cop)

## Governadors del Departament de Mèxic (Guerra de Reforma)
Conservadores:
- Rómulo Díaz de la Vega: 20 de desembre de 1859
- Francisco G. Casanova: 29 de febrer de 1860

## Governadors del Districte Federal (Constitució de 1857)
- Justino Fernández Mondoño: 6 de gener de 1861
- Juan José Baz: 25 de juny de 1861 (3r cop)
- Anastasio Parrodi: 8 de gener de 1862
- Ángel Frías: 27 d'abril de 1862
- José María González de Mendoza: 24 de maig de 1862
- José Silvestre Aramberri: 20 de setembre de 1862
- Manuel Terreros: 11 de novembre de 1862
- Ponciano Arriaga: 23 de gener de 1863
- José María González de Mendoza: 1 de març de 1863 (2n cop)
- Gral. Juan J. de la Garza, Juan H. Mateos, Joaquín Alcalde i Manuel Ramos: maig de 1863, Ajuntament de la ciutat de Mèxic.
- Miguel María Azcárate: 12 de juny de 1863
- Manuel García Aguirre: 30 de juny de 1863

## Governadors del Departament de Mèxic (2n Imperi)
- José del Villar Bocanegra: 4 de novembre de 1863
- Manuel Campero: 9 d'abril de 1866
- Mariano Icaza: 20 de setembre de 1866
- Tomás O'Horán: 30 de setembre de 1867

## Governadors del Districte Federal (Constitució de 1857,República Restaurada)
- Porfirio Díaz: 15 de juny de 1867 (Governador Militar)
- Juan José Baz: 14 d'agost de 1867 (4r cop)
- Francisco H. Vélez: 7 de setembre de 1869
- Francisco Paz: 27 de gener de 1871
- Gabino Bustamante: 17 de març de 1871
- Alfredo Chavero: 15 de juny de 1871
- José María Castro: 19 de setembre de 1871
- Tiburcio Montiel: 21 d'octubre de 1871
- Joaquín A. Pérez: 29 de setembre de 1873
- Protasio G. Tagle: 22 de novembre de 1876
- Agustín del Río: 30 de novembre de 1876
- Juan Crisóstomo Bonilla: 7 de febrer de 1877
- Gral. Luis C. Curiel: 16 de febrer de 1877
- Carlos Pacheco Villalobos: 2 de desembre de 1880
- Ramón Fernández : 25 de juny de 1881
- Carlos Rivas : 5 de maig de 1884
- Gral. José Ceballos : 3 de desembre de 1884
- Manuel Domínguez : 19 d'abril de 1893
- Manuel Terreros: 11 de novembre de 1862
- Pedro Rincón Gallardo y Terreros: 17 de juliol de 1893
- Nicolás Islas y Bustamante: 3 d'agost de 1896
- Rafael Rebollar: 8 d'agost de 1896
- Guillermo Landa y Escandón: 8 d'octubre de 1900
- Ramón Corral: 8 de desembre de 1900
- Guillermo de Landa y Escandón: 3 de gener de 1903 (2n vop)
- Gral. Samuel García Cuellar: 3 de maig de 1911

## Governadors del Districte Federal (Const. de 1857, Revolució Maderista)
- Alberto García Granados: 30 de maig de 1911
- Ignacio Rivero: 3 d'agost de 1913
- Federico González Garza: 21 d'agost de 1912

## Governadors del Districte Federal (Const. de 1857, Govern deVictoriano Huerta)
- Gral. Cepeda y Gral. Alberto Yarza: 3 de febrer de 1913
- Gral. Samuel García Cuellar: 24 de febrer de 1913 (2n cop)
- Ramón Corona: 28 de febrer de 1914
- Lic. Gral. Eduardo Iturbide: 28 de març de 1914

## Governadors del Districte Federal (Const. de 1857, Revolució Constitucionalista)
- Alfredo Robles Domínguez: 18 d'agost de 1914
- Gral. Heriberto Jara: 19 de setembre de 1914
- Juan Gutiérrez R.: 22 de novembre de 1914

## Governadors del Districte Federal (Const. de 1857, GovernConvencionalista)
- Vicente Navarro: 26 de noiembre de 1914 (Zapatisme)
- Manuel Chao: 4 de desembre de 1914 (Zapatisme)
- Vito Alessio Robles: 1 de gener de 1915
- Ajuntament de la ciutat de Mèxic: 27 de gener de 1915, es fa càrrec per la sortida dels convencionalistes, que es retiren en tenir prop de la ciutat a les forces d'Álvaro Obregón.
- Gildardo Magaña Cerda: 15 de març de 1915

## Governador de la Vall de México (Const. de 1857, Govern Constitucionalista)
- Gral. César López de Lara: 3 d'agost de 1915 (pels decrets del 3 de desembre de 1914, amb base en el Pla de Guadalupe, Capital federal a la ciutat de Veracruz i el del 5 de gener de 1917, que estableix la capital a la ciutat de Querétaro. Els canvis de residència mai van ser ratificats pel Congrés de la Unió)

## Governadors del Districte Federal (Constitució de 1917)
- Cnel. Gonzalo G. de la Mata: 3 d'abril de 1917 (interí)
- Gral. César López de Lara: 3 de juny de 1917 (2n cop)

### Governador del Districte Federal (Carrancistes)
- Alfredo Breceda: 22 de gener de 1918
- Arnulfo González: 28 d'agost de 1918
- Alfredo Breceda: 21 de gener de 1919 (2n cop)
- Benito Flores: 26 de febrer de 1919
- Manuel Rueda Magro: 31 de maig de 1919
- Ayuntamiento de la ciudad de México: 7 de maig de 1920 (Venustiano Carranza trasllada a Veracruz el Govern Federal, que no arribà a instal·lar-se.)

### Governador del Districte Federal (Obregonistes)
- Miguel Gómez Noriega: 8 de maig de 1920
- Gral. Celestino Gasca: 7 de juliol de 1920
- Ramón Ross: 25 d'octubre de 1923
- Abel S. Rodríguez: 15 de desembre de 1923 (interí)
- Ramón Ross : 11 de febrer de 1924 (2n cop)
- Gral. Francisco R. Serrano 21 de juny de 1926
- Primo Villa Michel: juny de 1927 fins al 31 de desembre de 1928

### Regent del Departament del Districte Federal
- (1929 - 1930): José Manuel Puig Casauranc
- (1930): Crisóforo Ibáñez
- (1930 - 1931): Lamberto Hernández
- (1931): Enrique Romero Courtade
- (1931 - 1932): Lorenzo Hernández
- (1932): Vicente Estrada Cajigal
- (1932): Manuel Padilla
- (1932): Juan G. Cabral
- (1932 - 1935): Aarón Sáenz
- (1935 - 1938): Cosme Hinojosa
- (1938 - 1940): José Siurob Ramírez

### Governador del Districte Federal (Regents)
- (1940 - 1946): Javier Rojo Gómez

### Caps del Departament del Districte Federal
- (1946 - 1952): Fernando Casas Alemán
- (1952 - 1966): Ernesto P. Uruchurtu
- (1966 - 1970): Alfonso Corona del Rosal
- (1970 - 1971): Alfonso Martínez Domínguez
- (1971 - 1976): Octavio Sentíes Gómez
- (1976 - 1982): Carlos Hank González
- (1982 - 1988): Ramón Aguirre Velázquez
- (1988 - 1993): Manuel Camacho Solís
- (1993 - 1994): Manuel Aguilera Gómez
- (1994 - 1997): Óscar Espinosa Villarreal

### Caps de Govern del Districte Federal
- (1997 - 1999): Cuauhtémoc Cárdenas Solórzano
- (1999 - 2000): Rosario Robles Berlanga
- (2000 - 2005): Andrés Manuel López Obrador
- (2005 - 2006): Alejandro Encinas Rodríguez
- (2006 - 2012): Marcelo Ebrard Casaubon
- (2012 - 2018): Miguel Ángel Mancera